# رموز عصرية (رواية)
رموز عصرية هي رواية للكاتب العراقي خضير عبد الأمير. صدرت الرواية سنة 1977 وقد اختارها اتحاد الكتاب العرب ضمن أفضل 100 رواية عربية صدرت في القرن العشرين.
تدور احداث الرواية حول طلاق السيدة سعاد من زوجها الذي كان يظلمها و بإرادتها اختارت الحرية مما أدان الموضوعات العرفية السنية، و كانت خطوة لافتة في مسار تطور احداث الرواية حول سعاد و اختياراتها في مجالاتها المستقبلية الجديدة
دار النشر: وزارة الاعلام                                                                    
مكان النشر: بغداد
سنة النشر:1977

## تحليل الرواية
عنصر (الحدث)، فقد دفع الهدف السابق كتاب هذا الاتجاه إلى اختيار الأحداث ذات الدلالة (الواعية) التي اشتملت على أبعاد اجتماعية تمثلت بالصراع ضد التقاليد، أو أبعاد (ذهنية) تمثلت بالصراع السياسي والاجتماعي أو بكلا البعدين في حادث طلاق (سعاد) من زوجها المتعســــف وبإرادته الحرة في رواية (رموز عصرية) لم يكن حدثاً تقليدياً مألوفاً تسبب عن اعتبارات معروفة، تمثلت بالإدانة الصارخة الموضوعات العرفية السيئة فحسب، بل خرج إلى وظائف أخرى أكثر خطورة في مسار التطور الاجتماعي تمثلت باختيار (سعاد) الحر لآفاق مستقبلها الجديد من خلال مواقفها الحاسمة في تحديد صيغ العلاقة مع الآخرين بشكل يمنحها الفرصة لتأكيد موقع المرأة التاريخي من حركة المجتمع الذاتية إلى أمام.
أنها تخلق البديل المتكافئ عبر قرارها مواصلة الدراسة كمعادل موضوعي ليس لسد الفراغ المرتقب، بل لشحن الوجود الحياتي بطاقات متوهجة من العطاء المتواصل للآخرين.